# Judo op de Olympische Zomerspelen 2020

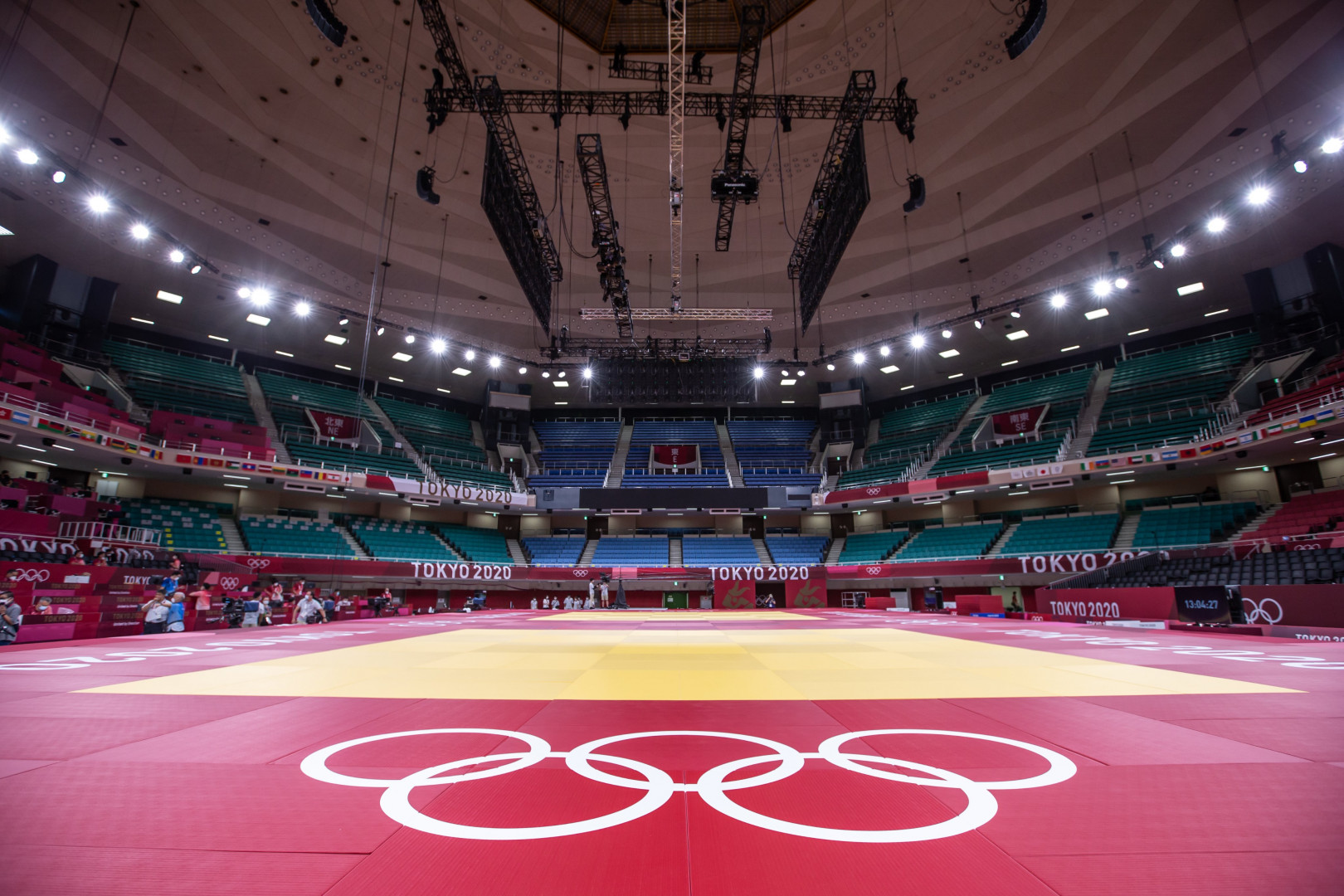

Judo was een van de sporten die beoefend werden op de Olympische Zomerspelen 2020 in Tokio, Japan. De wedstrijden vonden plaats van 24 tot en met 31 juli 2021 in de Nippon Budokan. De Nippon Budokan was in 1964 ook de accommodatie voor het judo. De gemengde teamwedstrijd was nieuw, hierin werd elk land vertegenwoordigd door 3 mannen en 3 vrouwen.

## Kwalificatie
Aan het toernooi namen 386 judoka's deel. In totaal plaatsten 193 vrouwen en 193 mannen zich. Waaronder veertien judoka's uit het gastland en twintig judoka's die na afloop van de kwalificatieperiode door Olympische tripartitecommissie in samenspraak met de Internationale Judo Federatie (IJF) werden uitgenodigd. Namens elk NOC mocht maximaal één deelnemer in een gewichtsklasse van start gaan.
In elke gewichtsklasse plaatsten de eerste achttien judoka's van de geschoonde wereldranglijst zich direct. De resterende quotaplaatsen werden via continentale kwalificatie vergeven, aan de hand van de geschoonde wereldranglijst. Afrika kreeg 12 quotaplaatsen toebedeeld voor de mannen en vrouwen, Amerika 10 mannen en 11 vrouwen, Azië 10 mannen en vrouwen, Europa 13 mannen en 12 vrouwen en Oceanië 5 mannen en vrouwen. Een land kon maximaal één startbewijs ontvangen via de continentale kwalificatie. Peildatum van de wereldranglijst is 28 juni 2021. Na afloop van de kwalificatieperiode werden de resterende startbewijzen vergeven aan die landen die geen of weinig quotaplaatsen hadden bemachtigd. Wanneer meerdere judoka's hoger op de wereldranglijst stonden dan respectievelijk de geschoonde nummer achttien, dan bepaalde het NOC vervolgens welke sporter dit startbewijs kreeg.

## Programma
De mannen en vrouwen kwamen elk uit in zeven gewichtsklassen.
| Gewichtsklasse           | Gewichtsklasse           | juli        | juli        | juli        | juli        | juli        | juli        | juli        | juli | juli |
| Mannen                   | Vrouwen                  | 24          | 25          | 26          | 27          | 28          | 29          | 30          | 31   | Tot. |
| ------------------------ | ------------------------ | ----------- | ----------- | ----------- | ----------- | ----------- | ----------- | ----------- | ---- | ---- |
| –60 kg                   | –48 kg                   | Goud · Goud |             |             |             |             |             |             |      | 2    |
| –66 kg                   | –52 kg                   |             | Goud · Goud |             |             |             |             |             |      | 2    |
| –73 kg                   | –57 kg                   |             |             | Goud · Goud |             |             |             |             |      | 2    |
| –81 kg                   | –63 kg                   |             |             |             | Goud · Goud |             |             |             |      | 2    |
| –90 kg                   | –70 kg                   |             |             |             |             | Goud · Goud |             |             |      | 2    |
| –100 kg                  | –78 kg                   |             |             |             |             |             | Goud · Goud |             |      | 2    |
| +100 kg                  | +78 kg                   |             |             |             |             |             |             | Goud · Goud |      | 2    |
| gemengde landenwedstrijd | gemengde landenwedstrijd |             |             |             |             |             |             |             | Goud | 1    |
| Totaal                   | Totaal                   | 2           | 2           | 2           | 2           | 2           | 2           | 2           | 1    | 15   |

## Medailles

### Mannen
| Onderdeel            | Goud | Goud            | Zilver | Zilver                | Brons   | Brons                                 |
| -------------------- | ---- | --------------- | ------ | --------------------- | ------- | ------------------------------------- |
| Extra licht (-60 kg) | JPN  | Naohisa Takato  | TPE    | Yang Yung-wei         | KAZ FRA | Yeldos Smetov Luka Mkheidze           |
| Half licht (-66 kg)  | JPN  | Hifumi Abe      | GEO    | Vazha Margvelashvili  | KOR BRA | An Baul Daniel Cargnin                |
| Licht (-73 kg)       | JPN  | Shohei Ono      | GEO    | Lasha Shavdatuashvili | KOR MGL | An Changrim Tsend-Ochiryn Tsogtbaatar |
| Half midden (-81 kg) | JPN  | Takanori Nagase | MGL    | Saeid Mollaei         | AUT BEL | Shamil Borchashvili Matthias Casse    |
| Midden (-90 kg)      | GEO  | Lasja Bekaoeri  | GER    | Eduard Trippel        | UZB HUN | Davlat Bobonov Krisztián Tóth         |
| Half zwaar (-100 kg) | JPN  | Aaron Wolf      | KOR    | Cho Gu-ham            | POR ROC | Jorge Fonseca Niaz Iliasov            |
| Zwaar (+100 kg)      | CZE  | Lukáš Krpálek   | GEO    | Goeram Toesjisjvili   | FRA ROC | Teddy Riner Tamerlan Basjajev         |

### Vrouwen
| Onderdeel            | Goud | Goud                | Zilver | Zilver               | Brons   | Brons                                         |
| -------------------- | ---- | ------------------- | ------ | -------------------- | ------- | --------------------------------------------- |
| Extra licht (-48 kg) | KOS  | Distria Krasniqi    | JPN    | Funa Tonaki          | UKR MGL | Daria Bilodid Urantsetseg Munkhbat            |
| Half licht (-52 kg)  | JPN  | Uta Abe             | FRA    | Amandine Buchard     | ITA GBR | Odette Giuffrida Chelsie Giles                |
| Licht (-57 kg)       | KOS  | Nora Gjakova        | FRA    | Sarah-Léonie Cysique | CAN JPN | Jessica Klimkait Tsukasa Yoshida              |
| Half midden (-63 kg) | FRA  | Clarisse Agbegnenou | SLO    | Tina Trstenjak       | ITA CAN | Maria Centracchio Catherine Beauchemin-Pinard |
| Midden (-70 kg)      | JPN  | Chizuru Arai        | AUT    | Michaela Polleres    | NED ROC | Sanne van Dijke Madina Taimazova              |
| Half zwaar (-78 kg)  | JPN  | Shori Hamada        | FRA    | Madeleine Malonga    | BRA GER | Mayra Aguiar Anna-Maria Wagner                |
| Zwaar (+78 kg)       | JPN  | Akira Sone          | CUB    | Idalys Ortíz         | FRA AZE | Romane Dicko Irina Kindzerska                 |

### Gemengd
| Goud | Zilver | Brons | Brons |
| --- | --- | --- | --- |
| Frankrijk Clarisse Agbegnenou Amandine Buchard * Sarah-Léonie Cysique Romane Dicko Madeleine Malonga * Margaux Pinot Guillaume Chaine Axel Clerget Alexandre Iddir * Kilian Le Blouch * Teddy Riner | Japan Uta Abe Chizuru Arai Shori Hamada * Akira Sone Miku Tashiro * Tsukasa Yoshida Hifumi Abe * Hisayoshi Harasawa * Shoichiro Mukai Takanori Nagase * Shohei Ono Aaron Wolf | Duitsland Jasmin Grabowski Katharina Menz * Giovanna Scoccimarro Theresa Stoll Martyna Trajdos Anna-Maria Wagner Johannes Frey Karl-Richard Frey Dominic Ressel Sebastian Seidl Eduard Trippel Igor Wandtke | Israël Raz Hershko Inbar Lanir * Timna Nelson-Levy Shira Rishony * Gili Sharir Tohar Butbul Li Kochman Sagi Muki Peter Paltchik Or Sasson Baruch Shmailov * |

* deze judokas werden geen enkele keer opgesteld voor deelname in het toernooi maar staan wel vermeld als medaillewinnaars op olympics.com.
Tokio 1964 · 
München 1972 · 
Montréal 1976 · 
Moskou 1980 · 
Los Angeles 1984 · 
Seoel 1988 · 
Barcelona 1992 · 
Atlanta 1996 · 
Sydney 2000 · 
Athene 2004 · 
Peking 2008 · 
Londen 2012 · 
Rio de Janeiro 2016  · 
Tokio 2020 · 
Parijs 2024 · 
Los Angeles 2028 
Medaillewinnaars
Atletiek · Badminton · Basketbal · Boksen · Boogschieten · Gewichtheffen · Golf · Gymnastiek · Handbal · Hockey · Honkbal · Judo · Kanovaren · Karate · Klimsport · Moderne vijfkamp · Paardensport · Roeien · Rugby · Schermen · Schietsport · Schoonspringen · Skateboarden · Softbal · Surfen · Synchroonzwemmen · Taekwondo · Tafeltennis · Tennis · Triatlon · Voetbal · Volleybal · Waterpolo · Wielersport · Worstelen · Zeilen · Zwemmen